# القديس بولس الأول
بولس الأول هو البابا رقم 93 في قائمة باباوات الكنيسة الكاثوليكية شقيق البابا أسطفان الثاني انتخب يوم 29 مايو عام 757 وتوفي يوم 28 يونيو 767.
استمر البيزنطيون على حربهم للأيقونات واتخذته وجهة سياسية لهم أثناء عهده، وقد حاول الإمبراطور أن يكسب صداقة مع ملك الفرنجة بيبان لكنه أخفق في ذلك بعد أن استنجده البابا للقضاء على ثورة جديدة بسبب انتفاضة لومباردية، فرد عليه أنه لا يستطيع تعبئة شعبه للوقوف على وجه هذه الانتفاضات